# Fortuneo
 (avril 2021).
Si vous disposez d'ouvrages ou d'articles de référence ou si vous connaissez des sites web de qualité traitant du thème abordé ici, merci de compléter l'article en donnant les références utiles à sa vérifiabilité et en les liant à la section « Notes et références ».
Fortuneo Banque est une banque en ligne française fondée en 2000, marque commerciale d'Arkéa Direct Bank, filiale du groupe Arkéa.

## Historique
La société Fortuneo est créée en 2000 autour de services de bourse en ligne. En novembre 2001, Fortuneo change de nom et devient ProCapital.
Elle se développe par croissance organique et par croissance externe, avec plusieurs rachats de sociétés ou de portefeuilles de clientèle : Comdirect France en avril 2002 (2,5 millions d'euros pour 15 500 clients),, l’activité de courtage de 3A Trade en décembre 2002, et Direct Finance en juin 2003. Le principal actionnaire de Fortuneo est alors Aviva.
En février 2005, Fortuneo rachète i-Bourse, activité de courtage en ligne de la banque Bipop, ce qui lui apporte 4000 clients et 60 millions d'encours en bourse supplémentaires.
En juin 2006, Arkéa acquiert Fortuneo (ProCapital) et le fusionne avec Symphonis. Elle devient banque en ligne en 2009.
En janvier 2016, Fortuneo Banque se lance dans le secteur du financement participatif en s'associant avec Smart Angels pour proposer l'investissement dans des startups.
En juin 2016, Fortuneo Banque rachète la banque en ligne belge Keytrade Bank et modifie sa dénomination sociale pour celle d'Arkéa Direct Bank, tout en conservant les marques commerciales distinctes : Fortuneo Banque, Keytrade Bank et Strateo n'ont pas vocation à disparaître.
En mars 2018, Fortuneo Banque devient la première banque en ligne à utiliser en France le paiement sans contact à partir des objets connectés des marques Fitbit et Garmin.
En novembre 2018, Fortuneo Banque conclut un accord de diffusion des cartes American Express.
En avril 2021, Strateo, sa filiale suisse, cesse ses activités commerciales.
Swissquote acquiert en janvier 2022 la totalité de la filiale luxembourgeoise (Keytrade Bank Luxembourg) de Fortuneo.

## Activité

### Produits
Fortuneo Banque est dotée des agréments d'établissement de crédit, de prestataires de services d'investissement par l’Autorité de contrôle prudentiel et de résolution (ACPR), et de courtiers en assurance par l’Organisme pour le registre unique des intermédiaires en assurance, banque et finance (ORIAS).
La banque propose des services bancaires composés de compte bancaire et carte bancaire Mastercard et American Express (depuis novembre 2018), crédit immobilier, PEA et compte titres, assurance-vie, Livret épargne : livret A, LDD, prêt personnel.
Leur gestion se fait en ligne.

#### Nombre de clients et encours
Tous pays confondus :
- fin 2014 : 310 000 clients[12]
- fin 2015 : 365 000 clients pour 11,5 milliards d'euros
- fin 2017 : 670 000 clients pour 22,5 milliards d'euros
- début 2022 : 880 000 clients pour 30 milliards d'euros

## Assurance-vie
Les assurances-vie sont gérées par Suravenir, une filiale du groupe Arkéa à Brest.

## Controverses
Le 29 avril 2014, la radio RMC révèle qu'une partie des données personnelles de clients de la banque ont été transmises par erreur à 180 clients, obligeant la banque à fermer les comptes et à désactiver les moyens de paiement des clients concernés. En cause : une erreur de manipulation des listes de diffusion.
Début juin 2021, la banque écope d'une amende de 220 000 euros délivrée par l'AMF pour des manquements à ses obligations professionnelles,. Les faits jugés remontent à la période 2014-2016 et concernent des opérations boursières qui ont affecté certains clients.